# جينوميديا للإنتاج الإعلامي
شركة إماراتية متخصصة في مجال صناعة البرامج التلفزيونية العلمية، من خلال إنتاج برامج ومحتوى يقدم الحقائق والمعلومات العلمية بآلية مبسطة وممتعة.
أسسها ياسر حارب في عام 2016

## البرامج
ماقل ودل: وهو برنامج مختص في تطوير الذات والتنمية الشخصية والاجتماعية، ويبث في شهر رمضان المبارك من كل عام. في كل حلقة من البرنامج يقوم ياسر حارب (مقدم البرنامج) بمناقشة قضية اجتماعية ملحة ويساهم في تقديم النصائح والقواعد الحياتية التي من شأنها تحسين حياة الفرد وعلاقته بالعائلة والمجتمع.، أذيع برنامج «ما قل ودل» لمدة خمسة مواسم متتالية في منطقة الشرق الأوسط، ويُعرض في العديد من القنوات التلفزيونية وعلى الإنترنت.

### برنامج لحظة
برنامج قائم على البحث والاستكشاف، متكئ على الدراسات العلمية وتجارب العلماء، يعرض آخر التطورات التكنولوجية، ويوثقها بطريقة بصرية حديثة، مستعيناً بالأرقام والإحصاءات الدقيقة، وبأفضل تقنيات التصوير والمونتاج، ومنحازاً لتقنية الأبعاد الثلاثية المبتكرة.
يهدف البرنامج إلى معالجة الجهل بالمعرفة، وذلك من خلال دمج المشاهدين مع العلم، والتقدم العلمي والتكنولوجيا.البرنامج من تقديم ياسر حارب عرض في 30 حلقة في شهر رمضان 1437هـ/2016، كما تم عرض الجزء الثاني منه في شهر رمضان من سنة 1438هـ/2017مـ وذلك في 30 حلقة أيضًا.

البرنامج يتضمن تعاوناً مع عدد من أهم مراكز الأبحاث والجامعات في العالم، مثل وكالة «ناسا» للفضاء، وجامعة هارفارد، والمؤسسة الأوروبية للأبحاث النووية، وغيرها، وتعاوناً مع عدد من كبار العلماء على مستوى العالم، منهم شخصيات من حاملي جائزة «نوبل».

### برنامج السديم
برنامج تليفزيوني من 30 حلقة، عُرض على قناة دبي رحلة عبر الكون، يأخذنا بها كل ليلة الشاب سعيد القرقاوي، عبر برنامجه «السديم.. الطريق إلى المريخ»، والذي يقدمه على قناة دبي، وفيه يكشف بعضاً من أسرار الشمس، ويروي أساطير القمر، عبر ما يقدمه من معلومات علمية مهمة، تتعلق بأسرار كوننا.
السديم هو برنامج وثائقي تلفزيوني إماراتي أنتج في العام 2017، ويعتبر هذا البرنامج معلمًا بارزًا من معالم الأفلام الوثائقية العلميّة في المنطقة. طوّر هذا البرنامج بهدف وضع حجر الأساس لعلوم الفضاء في المنطقة من خلال مقدّم برامج يتولى عرضها في برنامج تلفزيوني. يقدّم البرنامج سعيد القرقاوي، الذي يشغل منصب باحث إستراتيجي في مركز محمد بن راشد للفضاء، كما وأشرفت شركة جينوميديا على إنتاج البرنامج وتنفيذه.
وتتبع هذه السلسلة مبدأ تقديم الحقائق على مدى ثلاثين حلقة مع اتباع أسلوب القص الروائي في العرض بما في ذلك توظيف عناصر مثل «سفينة الخيال» و«التقويم الكونيّ»، مع عرض المعلومات التاريخية التي صوّرت باستخدام الرسوم المتحرّكة، بجانب الرسوم المولّدة عن طريق الحاسوب والتي تدعم السّرد القصصي والمعلوماتي.

### أصوات
يهدف البرنامج إلى لمس الجوهر الكامن في الأقوال الخالدة للعظماء والفلاسفة سواء من التاريخ أو من عصرنا الحالي.
خلال الثلاثين حلقة التي تمتد كل منها إلى حوالي عشرة دقائق سيناقش البرنامج كيف من الممكن أن تنطبق هذه الأقوال على حياتنا ومدى تأثيرها على أفكارنا من خلال قالب ممتع يغوص في التاريخ والفلسفة والنفس الإنسانية في الوقت نفسه والبرنامج من تقديم ياسر حارب. عرض البرنامج في رمضان 1439/2018 على قناة MBC، البرنامج من تقديم ياسر حارب

## مسلسلات

### ممالك النار
مسلسل تاريخي عرض سنة 2019